# Suspense (1913)
Suspense, es un cortometraje cinematográfico mudo, de 10 minutos de duración, dirigido por Lois Weber y su marido, Phillip Smaley, en 1913. Fue producido por Universal.

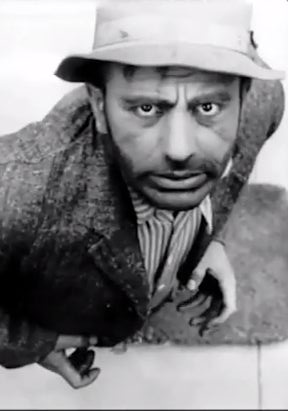
Fotograma de Suspense con un plano en picado.

Aparte de la dirección, Lois Weber también se encargó del guion.

## Argumento
Una joven esposa (interpretada por Lois Weber) se queda sola en casa cuidando a su bebé después de que la doncella se retirara sin avisar. Un vagabundo (Sam Kaufman) se entera de que está sola en casa y quiere irrumpir, lo que conlleva a que la esposa llame a su marido (Valentine Paul) para que acuda, después de haber escuchado ruidos y segundos antes de que se corte la línea telefónica. El marido tiene que robar un automóvil para acudir lo antes posible, lo que supone que lo persiga la policía. Finalmente acaba llegando a tiempo para salvar a su esposa e hija, el vagabundo es arrestado y él explica lo ocurrido a la policía para que no lo arrestaran.

## Innovaciones
A lo largo de esta película se encuentran varios aspectos innovadores y rompedores, por un lado Lois Weber llega a mostrar hasta tres acciones de manera simultánea, y lo consigue dividiendo la pantalla en tres partes. Por otra parte, se observa que la directora también utiliza angulaciones verticales, algo no muy común en la época, como la cenital y el picado.

## Reparto
- Lois Weber - Esposa
- Valentine Paul - Marido
- Douglas Gerrard - Policía
- Sam Kaufman - Vagabundo
- Lon Chaney – Sin confirmar